# Tröbigauer Berg
Der Tröbigauer Berg (obersorbisch Trjechowska Hora, lokal: Träbcher Berg) ist eine 401 Meter hohe Erhebung in der Oberlausitz.
Sein Gipfel befindet sich etwa einen Kilometer nördlich des Zentrums der Ortschaft Tröbigau und fügt sich in den Ostausläufer des Westlausitzer Hügel- und Berglandes zwischen Klosterberg und Jungfernstein ein. Südwestlich des Gipfels befindet sich die Ortschaft Neuschmölln.

## Hydrologie
Östlich des Gipfels in Richtung Jungfernstein befinden sich die sogenannten Tocken. Diese sind eine nicht genau auf einen Punkt festzulegende Helokren-Quelle, aus der ein Quellarm des Schwarzwassers hervorgeht, der sich im Tröbigauer Oberdorf mit dem vom Hohen Hahn kommenden Hauptarm vereint.

## Steinbrüche
Unmittelbar unter dem Gipfel des Tröbigauer Bergs wurde 1840 der erste Granitsteinbruch im Klosterberggebiet von den Familien Ackermann aus Gaußig und Heide aus Tröbigau eröffnet. Davon zeugen heute zwei direkt nebeneinander befindliche mit Wasser gefüllte Restlöcher, wobei sich beider Wasserpegel deutlich voneinander unterscheiden. Mit Pietschs Bruch (ab 1850), Schramms Bruch (1865) und Rößlers Bruch (1895) entstanden weitere Steinbrüche rund um den Tröbigauer Berg.